# Кефир
Кефир је ферментисани, пробиотски и пребиотски напитак богат ензимима, са микроорганизмима који балансирају екосистем домаћина и чије редовно коришћење побољшава здравље. Потиче са подручја северног Кавказа. Реч је настала комбинацијом двеју персијских речи: „кеф“ - пена и „схир“ - млеко. На турском реч кефир значи „добар осећај“.

## Легенда о кефиру
Некада давно, староседеоцима  Кавказа пророк Мухамед je даровао честице кефира, уз упутство о гајењу. Обавезао их је и да чувају тајну гајења, уз претњу казном за непослушне: следовала би им слабост и губитак животног елана. Становници Кавказа вековима су чували тајну од остатка света. Тек када је број намерника почео да расте, порасло је и интересовање странаца за здравље и елан којим се становници Кавказа одликују чак и у својим позним годинама. Вест о чудотворном напитку који има „магична“ својства је полако, али сигурно кренула да се шири. Путујућа вест је напослетку пронашла свој пут и до московског института за стомак и цревне болести, чији су доктори одмах препознали његову вредност и примену у лечењу својих пацијената. Једини проблем који су имали је био како доћи у посед кефир зрнаца. У својим настојањима Руско лекарско друштво се обратило браћи Бландов, власницима млекаре у Москви, који су такође поседовали и имања на Кавказу, укључивши и фабрику за израду сира у Кисловодску.
Препознавши велики потенцијал у комерцијалној производњи кефира, браћа Бландов су била одушевљена идејом да дођу у посед изворних зрнаца кефира, чија је синтетичка израда била и остала немогућа до данашњег дана. План је био једноставан: доћи у посед кефир зрна, затим бити једини произвођач на комерцијалном нивоу у Москви. Проблем је био само што мештани Кавказа нису били одушевљени том идејом. У свом лукавству браћа Бландов шаљу прелепу Ирину Сакхарову у Кисловодск, одакле ће се упутити у посету Кавказу с циљем да шармира и заведе локалног принца Бек Мирзу Барцхорова, а затим да од њега измами неколико кефир зрнаца. Први део плана ја прошао, али не и други. Уплашени принц није пристао да дарује зрна прелепој Ирини у страху од кршења верског закона. С обзиром да је мисија пропала Ирина се враћа у Кисловодск, али заљубљени принц, без обзира на све, није био спреман да тек тако пусти будућу младу да заувек оде. Па у складу с локалним обичајем наређује отмицу младе. Ипак, свадба је пропала након што је Иринина пратња известила Цара о принчевом скандалозном плану. Огорчен принчевим поступком, Цар наређује Бек Мирзи Барцхорову да увреду нанесену Ирини исправи тако што ће јој поклонити пет грама кефир зрна, заједно с упутством о његовој примени.

### Скромни почеци комерцијалне продаје кефира
Септембра 1908. године кефир зрнца стижу у Московску млекару, одакле почиње комерцијална производња овог напитка. Кефир је продаван још у неколицини мањих градова у близини, где је већ постојало заинтересовано тржиште. Комерцијална производња већих размера почиње 1930. године, међутим у сврху масовне производње метод припреме је промењен, што је утицало на квалитет производа. Поново усавршавање методе масовне производње кефира се бележи 1950. године, што доводи до приближавања традиционално произведеном кефиру. У својој 85-ој години Ирина Сакхарова примила је писмо захвалности од Совјетског министра прехрамбене индустрије због њеног великог доприноса доношењу кефира у тадашњи Совјетски Савез.

## Кефир зрна
„Кефир зрна” у ствари нису права зрна, већ представљају ингениозност природе, састављено од симбиозе (коегзистенције организама који у заједници имају обострану корист) бактерија, млечне киселине, стрептокока, микрокока и гљивица. У зависности од врсте зрна, кефир може бити водени или млечни. Основу кефира чини група меких, желатинозних парчића биомасе и сваки од њих се састоји од мешавине беланчевина, аминокиселина, липида и топљивих полисахарида-(кефиран). Микроорганизми који стварају те компоненте матрикса их користе и као склониште од штетних утицаја споља и као оклоп у коме стварају оптималне услове за свој раст и развој. У стварању кефирана бактерије из кефир зрна једу млечни шећер, тачније глукозу и галакозу одакле настаје дуголанчани и разгранати ланац кефирана. Бројни покушаји микробиолога да кефирна зрнца произведу у лабораторији упорно завршавају неуспехом. Питање одакле долазе и како су настала остаје без научног одговора. Кефир зрнца немају рок трајања, већ се уз прикладан одгој само још више размножавају. Добијени вишак се најчешће дарује породици, комшијама, пријатељима, колегама, познаницима...

## Млечни кефир (тибетска гљива, кефирна гљива)
Кефир је освежавајући дијететско пробиотски напитак од ферментисаног млека, који се добија ферментацијом из мешовите културе микроорганизама коју чине некомпетитивне млечно киселинске бактерије и квасци. То је густи текући млечни напитак који се састоји од угљене киселине и етилног алкохола, садржи протеинe и полисахариде. Од витамина ту су витамини: витамин А, витамин Б1, витамин Б2, витамин Б6, витамин Б12, витамин Д, ниацин, витамин Е, а такође садржи фолну и никотинску киселину. Од минерала садржи пре свега  (који улази у састав костију и зуба, одржава нормалну раздражљивост неуромишићног система, и регулише правилно згрушавање крви),  (учествује у ензимским процесима који доводе до производње енергије, штити унутрашњост зида крвних судова, катализује искоришћавање масти, протеинa и угљених хидрата) и  (помаже у искориштавању угљених хидрата, масти и протеина за раст, одржавање и енергију ћелија).
Кефир има јединствену, лагано кремасту конзистенцију, киселкаст укус с лаганом нотом свежег квасца (или веома лаган укус по пиву). Чувар је виталности, укусан и хранљив. Пореклом је с Кавказа. Староседеоци тог подручја, који су кефир највероватније случајно почели да производе, овај напитак конзумирају у великим количинама. Житељи Кавказа познати су по дуговечности и здрављу, готово без болести. Активан живот у трајању преко стотину година је био уобичајен за народе у подручјима где се припремао и у неограниченим количинама користио кефир, као свакодневна намирница. За припрему користе се домаће сирово козје, кравље, овчје млеко, затим, сојино, кокосово млеко и кокосова вода итд. Ферментација траје од 24-72 сата, на температури од 10 °C до 25 °C. Напитак може да садржи и од 0,08% до 2% алкохола. Ипак уобичајена количина алкохола у једнодневном кефиру је 0,08 до 0,1%. Када се кефир оцеђен од културе кефирних зрнаца остави на чување (на собној температури), након неколико дана може садржати и 2% па чак и 3% алкохола, зависно од млека и услова ферментације. Сварљивост му је већа него код млека: сирово млеко се задржава у желуцу 7,5 сати, кувано млеко 7 сати, кефир из масног млека 4,5 сата а кефир из обраног млека 3 сата. Препоручује се свима, поготову трудницама, дојиљама, старим особама и свима онима са слабијим имунитетом.

### Припрема
За припрему млечног кефира вам је потребна кефир култура-кефир зрна, млеко (најбоље је сирово, пуномасно непрерађивано млеко козје, кравље или овчје, може и куповно пастеризовано, али га треба избегавати. Затим кокосово, сојино итд...) што масније (за прехрану кефира), стаклена тегла, где гајимо кефир и дрвене или пластичне кашичице и цедиљка. Треба нагласити да металне предмете, као и пластичне чиније за чување кефира треба стриктно избегавати. Дакле, кад смо све припремили узимамо кефир зрна која смештамо у стаклену теглу с млеком, преко стављамо газу или салвету и остављамо на собној температури (пожељно је мрачније место за чување) да одстоји 24 сата (може стајати и дуже, више речи о томе ће бити у поднаслову секундарна ферментација). Наравно, треба имати на уму да се коришћењем различитих млека добијају различити кефири. Кравље или козје млеко ће бити (када постане кефир) густо и имаће препознатљив киселкаст укус. Кефир од кокосовог млека има доста другачији укус, не баш сладак и много је ређи. Када је у питању кокосова вода, добијете „ваздушасти“ напитак и мање је сладак. Дужина ферментације такође варира, (на собној температури) 18-24 сата за кравље или козје млеко, 18-36 за кокосово млеко и 24-48 кокосову воду. Кефир зрнца се у међувремену хране млечним шећером и производе млечну киселину CO2. После 24 часа чувања на мрачном месту на температури од 10–25 °C наш кефир је готов. Њега даље цедимо у засебну посуду или теглу, кефир зрна испирамо водом и смештамо у нову теглу с млеком. Све време користимо дрвене или пластичне цедиљке, с изузетком посуде за чување кефира која не сме бити од пластике (још једном метал не сме доћи у контакт с кефиром). Добијен кефир напитак би требало да је благо киселог и пријатног укуса. Киселост укуса варира и зависи од сразмере млека и количине кефир зрна, затим и од температуре просторије где се чува (На температури нижој од 20 °C бактерије се слабије размножавају, па гљивице постају доминантне и ствара се више алкохола (у питању је "добар" алкохол етанол, а количина варира од дужине ферментације и износи од 0,2 до маx. 2%) и угљен-диоксида, а мање млечне киселине. Док на вишој температури гљивице постају слузаве, а бактерије стварају више млечне киселине него што је уобичајено, па кефир постаје прекисео.). Ако је укус и сувише кисео такав кефир треба бацити.

#### Секундарна ферментација
Секундарна ферментација је термин који се у овом случају односи на одлагање и чување већ направљеног кефир напитка. Дакле, по изради напитка следи флаширање (не препоручују се пластични или метални предмети) и одлагање напитка на собној температури (може се чувати и до недељу дана). Оваквим одлагањем процес ферментације се наставља, што је изузетно значајно за особе нетолерантне на лактозу и дијабетичаре. Дужим ферментирањем микроорганизми из кефира прерађују и последње остатке млечног шећера (лактозе) у млечну киселину и угљен-диоксид и отуда кисели укус. Овакав кефир (48 сати чувања после израде) ће бити најбогатији фолном киселином, алкохолом (до 2%), и витаминима B1, B6, B9. Повремено мешање одложеног кефира (једанпут на дан) је обавезно, да би се колоније квасаца вратиле у кефир и на тај начин спречио настанак плесни. Секундарном ферментацијом се свакако максимализује благотворно дејство кефира.

## Водени кефир (јапански кристали)
Водени кефир (тибикос или тиби, водени кефир, шећерни кефир, јапански водени кристали, бисерне сузе, каспијске алге...) је пробиотска култура која уз помоћ ферментације ослобађа врхунске гљивице пробиотика Lactobacillus i Lactobacillus brevis који успут праве од шећера полисахариде (Декстрине) који директно улазе у ћелије тела и хране их енергијом без подизања шећера у крви. Декстрани су полисахариди глукозе добијени ензимским цепањем сахарозе посредством бактерија. Декстран је одлична замена за крвну плазму, нарочито код опеклина и шока. По свом изгледу подсећају на беле прозирне кристале, лако се гаји, брзо размножава, а по благодетима за организам је сличан млечном кефиру (помаже при лечењу жучне болести, унутрашњег чира, астме, бронхијалног катара, снижава крвни притисак и телесну тежину, анемије, леукемије, упале жучног мехура, проблемима са бубрезима и мехуром, алергије, осипа, екцема, при лечењу болести желуца и унутрашњих органа и акутне упале кетара, итд.).

### Припрема
За припрему воденог кефира су вам поред кристала потребни: стаклена тегла, вода (по могућству минерална, може и прокувана с чесме која се претходно прохладила на собној температури-нехлорисана), шећер (најбоље је изабрати неки нерафинирани, богат минералима, али опрезно обичан црни се по свом минералном саставу не разликује од белог), воће (обично се користе суво грожђе и пола лимуна), цедиљка (избегавати металну) и газа. Кефир кристале убацити у теглу да покрију дно, додати воду и шећер (за храњење кристала 2-3 кашика на 1,5L-2L), додати суво грожђе (обично иду седам зрна на 2L воде, поред грожђа можете убацити и смокве, шљиве, брусницу...) због ферментације, пола лимуна (може и поморанџа, грејпфрут и сл.) због укуса, покрити теглу газом и одложити на чување. Прерада може трајати од 24 до 72 сата, у зависности од дужине прераде добија се слабији или јачи кефир и укус. Ферментација ће још зависити и од количине кефир кристала, собне температуре, временске дужине ферментације и врсте воћа. Добијени напитак ће бити благо газиран (2) и благо обојен, уз зависности од воћа, а по укусу се може осетити и блага нота алкохола; она настаје због ферментације сувог грожђа. По завршетку процедити кефир кристале и опрати их, па поновити поступак припреме напитка. Укуси се разликују тако да с припремом за почетак треба експериментисати и пронаћи "свој укус“. Кристали се јако брзо размножавају, па вишак можете поклонити некоме.

### Чување воденог кефира
Уколико желите одложити кефир кристале на чување на пар дана, онда једноставно повећајте количину шећера и оставите кефир у нехлорисаној води. За чување на дужи период имате на располагању 2 методе. Дехидратација: зрнца одложити на тањир, ставити салвету преко и повремено их окретати и мешати да се не би залепила. Зрнца су дехидрирана када се престану лепити. Оваква зрнца су погодна за транспорт. Друга метода је замрзавање: пре замрзавања, кристале оцедити, ставити у пластичну кесицу или стаклену флашицу па у замрзивач.

## Научна истраживања
- Чак и пре комерцијалне производње кефира, један од најпознатијих Руских научника, биолога, зоолога и протозолога Elie Metchnikoff (рус. Илья́ Ильи́ч Ме́чников, Иља Иљич Мечников), који је остао упамћен по својим пионирским истраживањима имуног система, био је фасциниран благодетима кефира.[2] Наиме, запањен дуговечношћу бугарских сељака који су јели велике количине киселог млека са различитим бактеријским културама, он је открио да се ове бактерије боре и убијају бациле у дебелом цреву. Почео је да истражује повезаност између бактерија и доброг здравља црева, што је на крају довело до светске промоције кефира и других ферментисаних млечних напитака, односно пробиотика. Године 1908. добио је и Нобелову награду за медицину за рад у области фагоцита. Бројни чланци и истраживања која потврђују здравствене благодети кефира објављене су у Русији и источној Европи. Ти чланци нажалост нису били познати толико и на Западу. Стидљиво појављивање кефира се бележи 1932. године у Канади, али озбиљнија научна истраживања почињу тек у другој половини 20. века.
- Становници Кавказа пију кефир од ране младости и не знају за обољења од рака, ТВС, желудачних болести и др.[како?] Ово је установио Професор др Ремешко који је цео свој живот посветио проучавању кефира и његове вредности. У Немачкој је др Марсох установио његово лековито својство и са њим успешно лечио катар дисајних органа, грчеве у желуцу, чир на желуцу и дванаестопалачном цреву, запаљење црева, запаљење бубрега и бешике, женских болести, повраћања у трудноћи, а посебне резултате даје у лечењу свих облика обољења изазваних гљивицом Candida albicans.[1]
- Научно истраживање спроведено 2012 године закључује (потврђује) да је кефир у стању да "закључа" генетске сигнале који су одговорни за рапидни раст масних ћелија. Такође потврђују да пробиотици из кефира држе под контролом функционисање дигестивног тракта, тако што на дозвољавају насељавање лоших бактерија и тако што прерађују сву унету храну у организам.

## Лековита својства кефира
- Посебан акценат је на спречавању развоја рака дебелог црева;[19]
- Побољшава варење и рад мокраћних канала;
- Чисти организам од штетних материја;
- Јако делује на алергије и интолеранцију на храну;
- Природни антибиотик;
- Смањује инфламаторне (упалне) болести као што су реума и артритис;
- Побољшава искоришћавање нутријената из намерница;[20]
- Јача имуни систем;[21]
- Помаже код болести желуца као што су гастритис и чир на желуцу;[22]
- Смањује холестерол;[19]
- Помаже код болести бубрега и жучи;
- Обнавља цревну флору и ублажава болове у желуцу;
- Побољшава функцију јетре и делује против жучних каменаца;
- Помаже код срчаних обољења;
- Снижава шећер у крви, крвни притисак и триглицериде;[23][24]
- Лечи гљивична и бактеријска обољења;
- Помаже у заустављању раста малигних станица;
- Нормализује метаболизам и потпомаже у скидању килограма;
- Помаже код несанице, депресије регулише млитавост и уморност који су проузроковани стресовима[5][25];
- Помаже код бронхитиса и астме, лечи респираторне болести;
- помаже код слабокрвности и слабој циркулацији;
- Богат је протеинима (одржава здрав нервни систем и пренос нервних импулса);
- Спречава брзо старење;[26]
- Богат је извор витамина: A, B2, B12, K i D;
- Богатство минерала, пре свега Ca, Mg, P;
- Успорава процес старења због присуства великог броја антиоксиданата;
- Убрзава лечење рана;
- Помаже код псоријазе и екцема.
- Природно средство за потенцију како код мушкараца тако и код жена.[27]

## Сир и сурутка од кефира
За израду сира од кефира, потребно је прво замрзнути већ готов кефир напитак. По замрзавању ставити смесу у две, три газе, окачити их да висе и да се кроз цедиљку цеде у стаклену посуду. Поступак израде се не може убрзати, стога масу не треба гњечити. Цео поступак траје од 12-24 сата, а по завршетку се добијају кефир сир и процеђена кефир сурутка, која је изузетно здрава и никако је не треба бацати.

## Разлика између домаћег и куповног кефира
Домаћи кефир је припремљен на традиционалан начин, уз помоћ кефир зрнаца. С друге стране за куповни кефир се обично не користе овакве „гљивице“ него хмељ и специјално одабране културе бактерија које не одговарају комплексној микрофлори природног кефира, али су ту стратешки одабрани да имитирају укус и текстуру праве ствари, али са ограниченим својствима. Следећи разлог зашто се не користе природне „гљивице“ кефира је, зато што се при складиштењу ослобађа угљен-диоксид што може изазвати експлозију у оригиналном паковању. Традиционални кефир садржи микрофлору која се прилагођава средини, на пример мења се са годишњим добима.
- Научно доказано терапеутска својства кефира у куповном кефиру су далеко умањена, у односу на домаћи кефир.[29]

## Разлика између кефира и јогурта
И кефир и јогурт су ферментисани млечни производи с разликом у типовима добрих бактерија. Док јогурт обично садржи само два или три соја бактерија, кефир садржи много шири спектар пријатељских микроорганизама, укључујући и корисне гљивице које могу да разлажу лактозу (млечни шећер), што је кроз студије научно доказано. Што се тиче бактерија, кефир поред пет пута већег броја, садржи и неколико сојева "пријатељских бактерија" које обично не налазимо у јогурту (Lactobacillus Caucasus, Leuconostoc, Acetobacter и Streptococcus). Стога док бактерије, које налазимо у јогурту само прођу кроз наш организам, бактерије из кефира насељавају нашу цревну флору; ове "добре бактерије" буквално чисте наше тело од "лоших бактерија" и других штетних ствари. Јогурт садржи 100.000.000 (сто милиона) добрих бактерија, док кефир направљен на традивионалан начин садржи 100.000.000.000 (сто милијарди). Поред корисних бактерија ту су и квасаца (као што су  и Torula) који контролишу и елиминишу деструктивне патогене квасце из организма). Кефир је хранљивији и тарапеутски значајнији од јогурта, он садржи витамине, минерале, комплетне протеине есенцијалне аминокиселине и ензиме, посебно калцијум, фосфор, магнезијум, В2 и В12, витамина К, витамина А и витамина Д. кекир је такође и богат триптофаном, то је есенцијална амино киселина која је познат по својим опуштајућем ефекату на нервни систем. kefir se лакше вари чиме је изузетно добра и храњива намерница за труднице, малу децу, одрасле и особе које пате од хроничног умора и проблема с варењем. За разлику од јогурта кефир не садржи шећер у себи и лактозу. Кефир такође убрзава метаболизам, због чега је одличан суплемент у борби против вишка килограма.

## Важност корисних микроорганизама и пробиотских бактерија
Млечно-киселе бактерије (лактобактерије или пробиотичке бактерије) које живе у нашим цревима играју пресудну улогу у јачању имунитета и заштите организма од разних болесних стања. Према дефиницији Светске здравствене организације пробиотици су живи микроорганизми (тзв. “добре” бактерије) који, примењени у адекватној количини, имају повољан утицај на здравље домаћина. Пробиотици осигуравају потребне услове за нормално функционисање цревне микрофлоре и развој такозваних "добрих бактерија"
Истраживања показују да број бактерија које живе у човеку и на њему износи број људских ћелија на најмање десету потенцију. У систему за варење одраслог човека налазимо неколико килограма бактерија (X00 000 000 000 000 000 000) које према неким изворима сачињавају 80% нашег имунитета. У цревима налазимо и велик број нервних ћелија (100 000 000) које је приближно једнаке броју можданих ћелија, те се у цревима лучи и 95% важног неуротрансмитера серотонина. Серотонин умирује варење, те шаље поруке од црева према мозгу. Важан је за ментално здравље код депресије, анксиозности и сл. Поремећаји цревне флоре (лош бактеријски састав, прекобројно размножавање одређених патогених сојева бактерија, прекомерно размножавање гљивице candida albicans) према стручњацима могу узроковати осим тегоба с варењем и хроничне тегобе на неуролошком подручју. Тако су истраживања показала да су аутистичним особама заједнички озбиљни поремећаји цревне флоре. Пронађена су повезаност поремећаја цревне флоре са психолошким поремећајима као што су ADHD, дислексије, диспраксије, аутизам и др.
Дугорочно, поремећаји цревне флоре узрокују поремећаје са искоришћавањем нутријената али и хронична тровања стварима које излучују патогене бактерије и гљивице. Врењем угљених хидрата настају и алкохоли те су таква стања посебно тешка за децу чији је мозак у развоју. Одатле још једна озбиљна опасност од слаткиша за дјецу. Аутистичне особе готово тренутно реагују на елиминацију слатког, глутена и казеина из прехране што потврђује колико је прехрана повезана с психолошким проблемима. Неуролошки проблеми узроковани дисбиозом, најпре се уочавају у тешкоћама психичких функција попут пажње, и мишљења.
Но не бојте се млека. Сирово, непрокувано млеко, нарочито млеко напасаних животиња, део је терапије за аутизам јер оно штити и негује цревну флору и због невероватно лековитих својстава регенерише читав организам. Млечни протеин казеин је иначе проблематичан код индустријски обрађеног млека, јер је то денатурисани протеин уништен високим температурама у поступку пастеризације, што га чини тешко сварљивим за организам. Међутим код сировог необрађеног млека ово није случај.
Кефир помаже у контроли непожељних микроорганизама (тако што мења киселост подручја у којем се налази и производи специфичне антибиотске материје, што ускраћује лошим бактеријама храну). Микроорганизми из кефира могу да разлажу лактозу (млечни шећер), зато га и особе нетолерантне на лактозу без икаквих проблема конзумирају. Коришћењем кефира ми, у ствари, насељавамо наша црева овом културом, која растом у њима доводи до ових добрих ефеката. Да би ефекти били потпунији треба обезбедити и одговарајућу средину за њихово насељавање, што се постиже довољним уносом биљних влакана (воће, поврће, житарице). Пошто су ово „добре“ бактерије и квасци, њиховим растом у цревима спречава се развој „лоших“, што проређује или спречава проблеме од стране дигестивног тракта (развој кандиде, тровање храном...). Редовним коришћењем кефира, човек може себи помоћи у многим здравственим проблемима, али треба нагласити да то ипак није лек, већ додатак исхрани.
Најчешће коришћени пробиотици су различите врсте рода Bifidobacterium (нормални становници дебелог цреваЈ) и Lactobacillus (нормални становници црева и женских гениталија) попут:
- Bifidobacterium bifidum
- Bifidobacterium breve
- Bifidobacterium infantis
- Bifidobacterium longum
- Lactobacillus acidophilus
- Lactobacillus casei
- Lactobacillus plantarum
- Lactobacillus reuteri
- Lactobacillus rhamnosus
- Lactobacillus GG

Пробиотици лече и спречавају:
Надражен желудац, гастритис, алергични ринитис, анксиозност и умор, бактериску вагинозу, дечије инфекције, дијареа, екцеме, неправилну варење, гастроентеритис, хипероксуларију, кожне алергије, дисајне алергије, оштећења јетре изазвана употребом алкохола, успорен или неправилан рад јетре, органо-фосфозу, недостатак витамина Б комплекс, старење, метастазирање рака, хиперхолестролемију, ниски имунитет и поремећај имунитета, пептични улцер, стрес, астма , дерматитис, гљивичне инфекције, инфламације, инфекције листерија, остео артритис, пнеумнококалне инфекције, операције црева и дигестивног тракта, инфекције отпорне на антибиотике, кандидиозу, биларне болести и биларну опструкцију дигестивног тракта, колис, колитис, конјуктивитис, цистична фиброза, ентероколитис, гастро интестиналне инфекције и болести, упале и инфекције органа за варење, нус појаве код трансплантације јетре, стрептококну инфекцију тип Б, инфекције изазване хируршким захватима, прехладу и грип, чир на желуцу, поремећаје производње мајчиног млека, стрес, отрованости пестицидима, мултиплу скрелозе, отрованости содијум нитратом, инфекције стрептококма групе А, предтретман за оперативне захвате, инфекције мокраћних путева, рак органа за варење, маститис, одвикавање од дрога или детоксикација итд.

## Микроорганизми у кефиру

#### Laktobacili
Lactobacillus acidophilus:
Lb. brevis (Possibly now Lb. kefiri),
Lb. casei subsp. casei,
Lb. casei subsp. rhamnosus,
Lb. paracasei subsp. paracasei,
Lb. fermentum,
Lb. cellobiosus,
Lb. delbrueckii subsp. bulgaricus,
Lb. delbrueckii subsp. lactis,
Lb. fructivorans,
Lb. helveticus subsp. lactis,
Lb. hilgardii,
Lb. helveticus,
Lb. kefiri,
Lb. kefiranofaciens subsp. kefirgranum,
Lb. kefiranofaciens subsp.kefiranofaciens,
Lb. parakefiri,
Lb. plantarum.

#### Streptokoki/Laktokoki
Streptococcus thermophilus:
St. paracitrovorus ^,
Lactococcus lactis subsp. lactis,
Lc. lactis subsp. lactis biovar. diacetylactis,
Lc. lactis subsp. cremoris,
Enterococcus durans,
Leuconostoc mesenteroides subsp. cremoris,
Leuc. mesenteroides subsp. mesenteroides,
Leuc. dextranicum ^.

#### Квасци
Dekkera anomala t/ Brettanomyces anomalus a;
Kluyveromyces marxianus t/ Candida kefyr a#;
Pichia fermentans t/ C. firmetaria a ;
Yarrowia lipolytica t/ C. lipolytica a;
Debaryomyces hansenii t/ C. famata a#;
Deb. (Schwanniomyces) occidentalis;
Issatchenkia orientalis t/ C. krusei a;
Galactomyces geotrichum t/ Geotrichum candidum a:
C. friedrichii,
C. rancens,
C. tenuis,
C. humilis,
C. inconspicua,
C. maris,
Cryptococcus humicolus:
Kluyveromyces lactis var. lactis #,
Kluyv. bulgaricus,
Kluyv. lodderae,
Saccharomyces cerevisiae #,
Sacc. subsp. torulopsis holmii,
Sacc. pastorianus,
Sacc. humaticus,
Sacc. unisporus,
Sacc. exiguus,
Sacc. turicensis sp. nov,
Torulaspora delbrueckii t,
Zygosaccharomyces rouxii.

#### Acetobakterije
Acetobacter aceti,
Acetobacter rasens

##### Legenda
t Teleomorf.Seksualni stupanj reprodukcije.Kvasac formira pseudo-micelin u cvetovima kefira. Bespolni stupanj reprodukcije. Razmnozavaju se pupljenjem ili formiranjem sporaili cepanjem celija.# Moze da koristi laktozu ili laktat.^ Aromu odredjuje podvrsta. Podvrsta tip vrsta. Novi soj ili nova vrsta soj tipa biovar. Bioloska varijacija tipa soja.var Varijantni tip

#### Бактерије које се наводе су представљене по граму кефира
Бацили (једноћелијске, пар, ланци);
Стрептококе (пар, ланци);
Квасци (једноћелијске);

#### Проценат заступљености
Бацили 66, 62-69%
Стрептококе 16, 11- 12%
Квасци 18, 16- 20%

#### Еволуцијски развој сојева и врста током циклуса добијања кефира
Laktokoki >Laktobacili >Leukonostoki >Kvasci >Acetobakterije

#### Микробиолошки састав кефира на крају ферментације
Лактокoки (Laktokoki-Lactococci): 1,000,000,000;
Лактобацили (Laktobacili-Leuconostocs): 100,000,000;
Леуконостоки (Leukonostoki-Lactobacilli): 5,000,000;
квасци : 1,000,000;
Ацетобактерије (Acetobakterije-Acetobacter): 100,000.